# Rod (rybník)
Rod je rybník v okrese Tábor, kde je součástí Nadějské rybniční soustavy na pravém přítoku Lužnice. Nachází se v Třeboňské pánvi v CHKO Třeboňsko, kde je zahrnut do přírodní rezervace Rod.
Ochrana rybníka Rod byla vyhlášena kvůli rozsáhlým rákosinám a velkým plovoucím zblochanovým ostrovům, které slouží jako hnízdiště mnoha druhů vodního ptactva. Východní část rybníka přechází v přechodové rašeliniště.
Lokalita je dále významným shromaždištěm vodního a mokřadního ptactva v době jarních a podzimních tahů. Rod slouží jako pravidelné centrum výskytu zimujících orlů mořských. Žije zde také řada ohrožených druhů obojživelníků. Pravidelně se tu vyskytuje vydra říční.
V rámci monitoringu vodních ptáků na Třeboňsku byla v hnízdních sezónách 2014 a 2015 na rybníku Rod nasazena alternativní („bezkaprová“) rybí obsádka (převaha candáta obecného, s příměsí lína obecného a dalších ryb) a byl ověřen následný pozitivní vliv na vývoj hnízdních populací vodního ptactva.